# Christian Hochbrucker
Christian Hochbrucker (* 17. Mai 1733 in Tagmersheim; † nach 1800 in Paris) war ein deutscher Harfenist, Harfenlehrer und Komponist. Er wirkte ab 1760 als angesehener Virtuose, Lehrer und Komponist in Paris. 1781 wurde er als Nachfolger Philipp Joseph Hinners zum „maître de harpe“ der Königin Marie-Antoinette ernannt. In Paris und in London, wohin er 1789 emigrierte, erschienen Kompositionen von Hochbrucker im Druck. Um 1800 kehrte er nach Paris zurück. Christian Hochbrucker war der Bruder von Coelestin Hochbrucker und der Neffe des Harfenisten Johann Baptist Hochbrucker.

## Kompositorische Werke
- Six sonates pour la harpe avec accompagnement d’un violon ad lib. op. 6 (Paris)
- Six Divertissements for the Pedal Harp (London, 1797)
- Three Sonatas op. 22 (London, 1799)